# 苏吐水库
苏吐水库是中国内蒙古自治区通辽市科尔沁左翼中旗境内的一座水库，位于新开河上，建于1959年。水库正常库容为380万立方米，海拔为195米。